# Dornase alfa

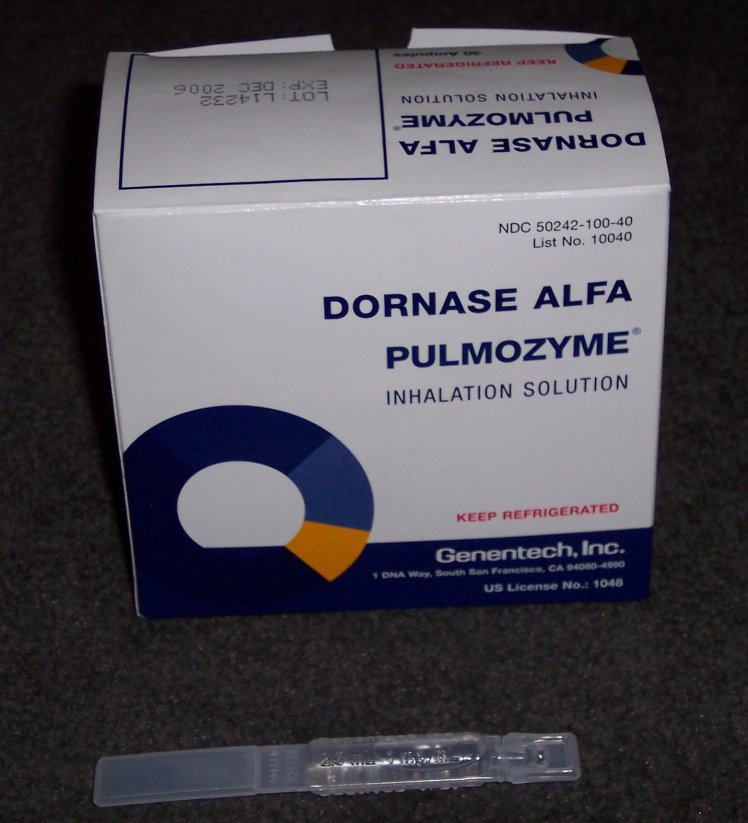
Una confezione di dornase alfa

Il dornase alfa è una soluzione altamente purificata di desossiribonucleasi I umana ricombinante (rhDNase), un enzima che spezza selettivamente la catena di DNA. Il dornase alfa idrolizza il DNA presente nell'espettorato e nel muco delle vie aeree dei pazienti affetti da fibrosi cistica e ne riduce la viscosità a livello del polmone.
L'utilizzo fuori indicazione del dornase alfa ne prevede l'utilizzo per migliorare la funzionalità polmonare, dei soggetti non affetti da fibrosi cistica, nei bambini prematuri quando tutte le altre terapie si sono dimostrate inutili.